# Divisão Aeronáutica do Signal Corps

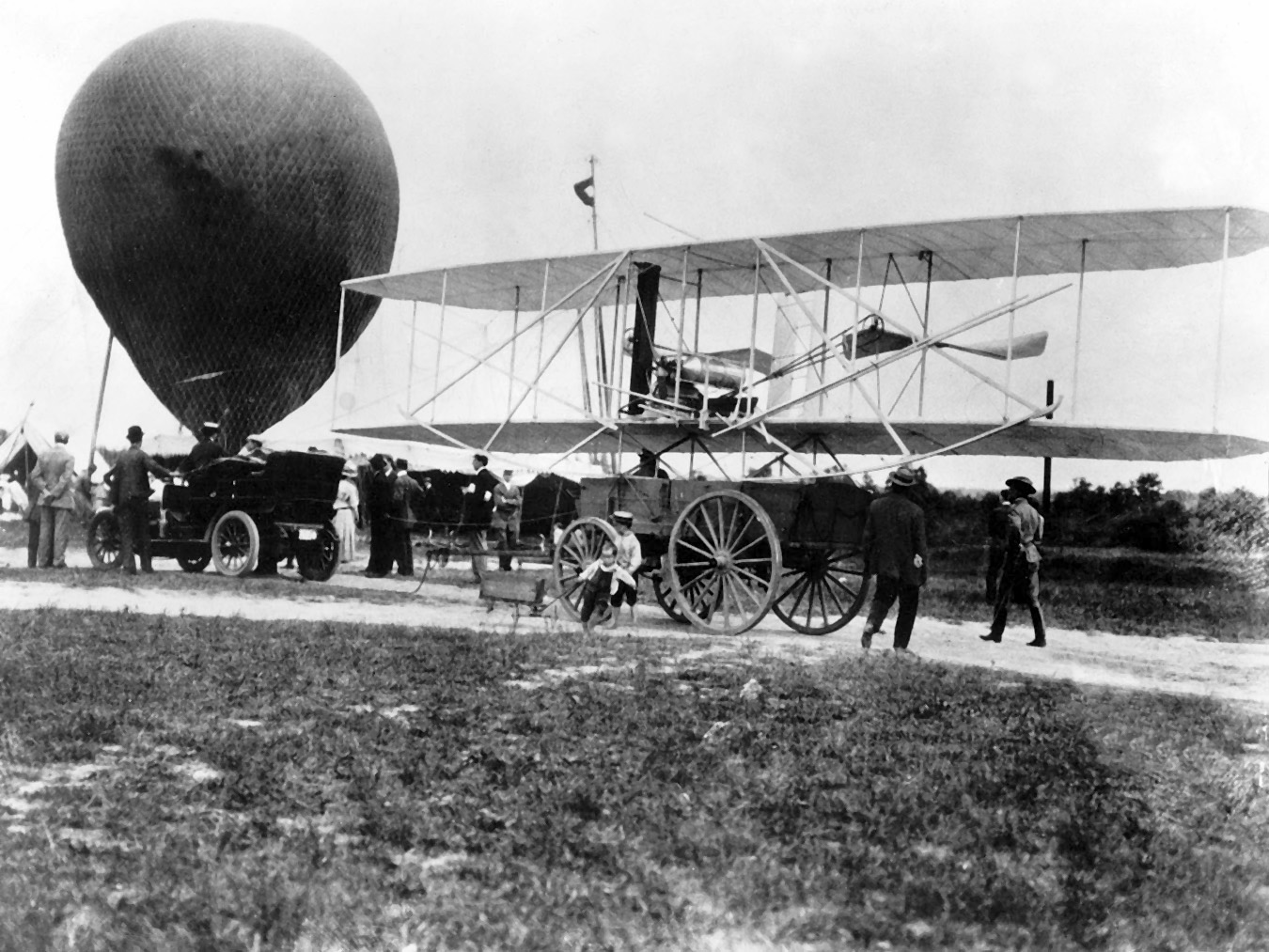
O primeiro avião Wright chagando a Ft. Myer, VA,
em 1 de setembro de 1908.

A Divisão Aeronáutica do Signal Corps, (do inglês Aeronautical Division, Signal Corps), ativa entre 1907 e 1914, foi a primeira organização militar de aviação dos "mais pesados que o ar" na história, e a origem da Força Aérea dos Estados Unidos. Um componente do U.S. Army Signal Corps, a Divisão Aeronáutica adquiriu seu primeiro avião motorizado em 1909, criou escolas para treinar aviadores, e iniciou um sistema de graduação para a qualificação dos pilotos. Ela organizou e deixou em prontidão a primeira unidade de aviação permanente dos Estados Unidos, o 1º Esquadrão Aéreo, em 1913. A Divisão Aeronáutica treinou 51 oficiais e 2 alistados como pilotos, e sofreu 13 perdas fatais em quedas. Durante esse período, a Divisão Aeronáutica teve 29 aviões no seu inventário, construiu um trigésimo com partes sobressalentes e alugou um avião civil por um curto período em 1911.
Depois da autorização estatutária para a criação de uma Seção de Aviação do Signal Corps no Signal Corps pelo Congresso dos Estados Unidos em 1914, a Divisão Aeronáutica continuou como o principal componente organizacional da seção até abril de 1918, quando a sua ineficiência na mobilização para a Primeira Guerra Mundial fez com que o Departamento de Guerra o substituísse por uma organização independente do Signal Corps que eventualmente se tornou a base do Serviço Aéreo do Exército.

## Evolução da Força Aérea dos Estados Unidos
- Divisão Aeronáutica do Signal Corps (1 de agosto de 1907 – 18 de julho de 1914)
- Seção de Aviação do Signal Corps (18 de julho de 1914 – 20 de maio de 1918)
- Divisão de Aeronáutica Militar (20 de maio de 1918 – 24 de maio de 1918)
- Serviço Aéreo do Exército dos Estados Unidos (24 de maio de 1918 – 2 de julho de 1926)
- Corpo Aéreo do Exército dos Estados Unidos (2 de julho de 1926 – 20 de junho de 1941)
- Forças Aéreas do Exército dos Estados Unidos (20 de junho de 1941 – 18 de setembro de 1947)
- Força Aérea dos Estados Unidos (18 de setembro de 1947 – presente)